# Клетки почек собаки Мадина-Дарби

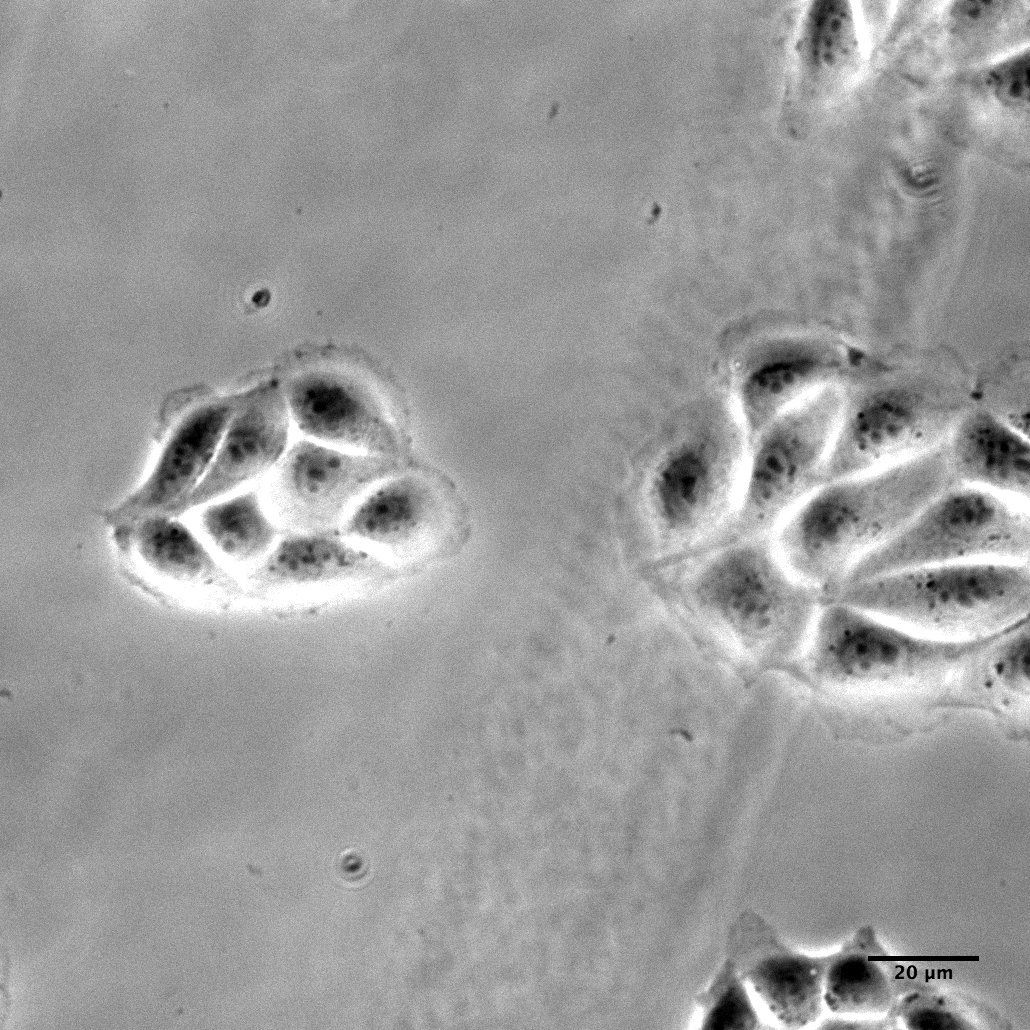
Типичные колонии, образованные клетками почек собаки Мадина-Дарби при культивировании в типичном 2D-формате на пластике. Клетки растут плотными колониями благодаря межклеточным соединениям, что является отличительной чертой клеток эпителиального происхождения.

Клетки почек собаки Мадина-Дарби (MDCK) представляют собой модельную клеточную линию млекопитающих, используемую в биомедицинских исследованиях. Клетки MDCK используются для широкого спектра исследований клеточной биологии, включающих полярность клеток, межклеточную адгезию (адгезивные контакты), коллективную подвижность клеток, исследования токсичности, а также реакцию клеток на факторы роста. Это одна из немногих моделей клеточных культур, которая подходит для 3D-культуры клеток и многоклеточных перестроек, известных как морфогенез ветвления.

## История
После первоначального выделения в 1958 году эпителиальных клеток из почечных канальцев взрослой собаки кокер-спаниеля Стюартом Х. Мэдином и Норманом Б. Дарби-младшим, клеточная линия, носящая их имя, использовалась в первую очередь в качестве модели вирусной инфекции клеток млекопитающих. Исследователи решили изолировать почечные канальцы именно с этой целью, поскольку ранее им удалось заразить вирусом клетки, полученные из почечных канальцев других млекопитающих. Таким образом, первоначальная цель выделения и культивирования клеток из этой ткани не заключалась в создании новой модельной системы для биологии эпителиальных клеток. Лишь в 1970 году лаборатория Збинека Брады опубликовала работу, описывающую клетки MDCK как репрезентативную клеточную линию, имеющую признаки эпителиальных клеток почечных канальцев. Они основывали этот вывод на активности транспорта жидкости монослоев, образованных клетками MDCK, наличии микроворсинок на их апикальной (верхней) поверхности и их способности самоорганизовываться при выращивании в 3D в полые сферы. В своем отчете авторы предположили, что «гистотипическая экспрессия», посредством которой клетки MDCK формируют структуры, напоминающие ткани их происхождения, может быть плодотворно применена для изучения других тканей. Последующие десятилетия во многом доказали их правоту, хотя репертуар для изучения организации и поведения клеток внутри тканей значительно расширился.
В 1970-х годах клеточная линия MDCK нашла новое применение в качестве модели эпителиальной ткани млекопитающих. В 1982 году Мина Бисселл и её коллеги показали, что монослои MDCK реагировали на добавление коллагенового слоя (получившего название «сэндвич-культура») пролиферацией и образованием полых канальцев. Это впервые намекнуло на то, что клеточная линия будет реагировать на трехмерную среду путем самоорганизации в соответствующую трехмерную структуру, напоминающую почечные канальцы. В последующие годы было показано, что культура клеток MDCK, полностью погруженная в коллаген, дает полые сферы или ацинусы. Это были простые эпителиальные монослои с определённой внутренней и внешней частью. Однако тот факт, что клетки MDCK не образовывали трубочки в этих условиях, оставался необъяснимым до последнего времени.
В тот же период 1980-х годов биологи, изучающие подвижность клеток, обнаружили интересное и воспроизводимое поведение клеток в культуре: реакцию рассеяния. Эпителиальные клетки в культуре обычно растут в виде плотных скоплений. Однако их можно заставить разорвать межклеточные контакты и стать удлиненными и подвижными после воздействия «фактора рассеяния», секретируемого мезенхимальными клетками, такими как фибробласты Swiss 3T3. Лучше всего это описала группа Джулии Грей в 1987 году В тот же период, в середине 1980-х годов, группа Уолтера Бирчмайера сообщила, что моноклональные антитела разрушают межклеточные контакты и изменяют передне-заднюю полярность клеток в культуре. Мишень этого антитела позже была идентифицирована как компонент межклеточных соединений, Е-кадгерин. Эти разрозненные наблюдения в конечном итоге объединились в устойчивую парадигму клеточной подвижности и полярности клеток. Эпителиальные клетки обычно неподвижны, но могут стать подвижными за счет ингибирования межклеточных соединений или добавления факторов роста, вызывающих рассеяние. Оба эти явления обратимы, и оба связаны с разрывом межклеточных соединений.
В 1991 году Лелио Орчи и его коллеги впервые сообщили о реакции ацинусов MDCK в 3D-культуре на фактор рассеяния. Они культивировали ацинусы клеток MDCK в коллагеновых гелях с фибробластами Swiss 3T3 или без них, в которых среда могла обмениваться, но типы клеток не находились в прямом контакте. Эта стратегия культивирования клеток, названная кокультурой, индуцирует ацинусы MDCK подвергаться морфогенезу ветвления, при котором клетки перестраиваются в сеть взаимосвязанных канальцев, что напоминает развитие многих тканей. В том же году было показано, что «фактором рассеяния» является ранее описанный белок, секретируемый фибробластами, фактор роста гепатоцитов (HGF). Эта работа разрешила выдающуюся загадку культуры MDCK, поскольку ткань, из которой были получены эти клетки, имеет трубчатую форму, однако ранее в 3D-культуре они развивались в сферические ацинусы. Помимо этого непосредственного парадокса, была установлена решающая связь между острой индукцией подвижности клеток в 2D-культуре «фактором рассеяния» и его влиянием на пространственную организацию, принятую тканями в 3D. Эта связь остается значимой как связующее звено между точно определёнными механизмами подвижности клеток в 2D и сложными перестройками в 3D, регуляция которых ещё полностью не изучена.

## Морфогенез ветвления

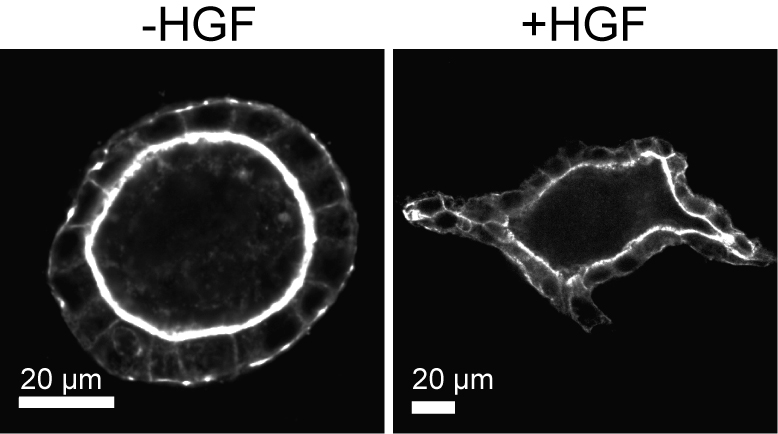
Морфогенез ветвления в течение двух дней клетками почек собаки Мадина-Дарби в ответ на фактор роста гепатоцитов (HGF). Изображения были получены с помощью флуоресцентной конфокальной микроскопии, на них виден структурный белок актин, который выделяет границы клеток. Слева: многоклеточные полые сферы клеток, называемые ацинусами, выращенные в 3D-культуре. Справа: после 2 дней лечения HGF клетки образовали множество ветвей.

За последние 20 лет понимание биологии клеток MDCK в 3D-культуре значительно продвинулось благодаря лаборатории Кейта Мостова. Эта группа исследователей сосредоточилась на регуляции клеточной полярности и её последующих эффектах на морфогенез ветвления. Группой Мостова успешно синтезировала десятилетия знаний о пространственном разделении клеточных функций и их молекулярных маркерах в замечательную модель генерации и гомеостаза клеточной полярности в тканях. В 2003 г. группа Мостова сообщила о первом подробном отчете, связывающем морфогенез ветвления с признаками апикально-базальной полярности. В этой работе установлено, что клетки MDCK не теряют контактов с соседями во время начала морфогенеза ветвления, но временно теряются канонические маркеры клеточной полярности. Одним из результатов этого сдвига полярности является переориентация деления клеток вдоль вновь растущей ветви клеток, чтобы правильно расположить дочерние клетки для продолжения расширения ветвей. Подвижность клеток, с помощью которой клетки MDCK производят и удлиняют ветви, связана с этими изменениями полярности.
Эти данные были интегрированы в модель морфогенеза ветвления, сфокусированную на временной перестройке передачи сигналов клеточной полярности. Эту модель неофициально называют «тропой Мостова». Это позволяет обычно неподвижным клеткам генерировать выпячивания и коллективно мигрировать с последующей редифференцировкой и образованием полых канальцев. В подтверждение этой модели Мостов с коллегами определили, что эффекты HGF на ацинусы MDCK вызывают частичный переход от эпителиального к мезенхимальному фенотипу клеток. Этот аргумент подтверждает установленную программу передачи сигналов, называемую эпителиально-мезенхимальным переходом (EMT), посредством которой сидячие эпителиальные клетки становятся подвижными и разрывают межклеточные контакты. ЕМТ был предложен как транскрипционный сигнальный каскад, который управляет рассеянием клеток, хотя ранее исследователи не объединяли эти два понятия. Учитывая различие в том, что для ацинусов в 3D межклеточные соединения не разрываются, неясно, как точно соотнести концепцию EMT с ветвящимся морфогенезом.
Группа Мостова также исследовала способы, с помощью которых HGF активирует подвижность клеток во время морфогенеза ветвления MDCK. Их исследования показали, что для морфогенеза ветвления необходим транскрипционный фактор Erk, расположенный ниже митоген-активируемого протеинкиназного каскада, четко определённого пути передачи сигнала, участвующего в подвижности и пролиферации клеток. Точный механизм клеточной подвижности, ответственный за морфогенез ветвления MDCK, не был определён, за исключением потребности в сигнальном белке, участвующем в регуляции малой ГТФазе Rho. Более того, лаборатория Гарделя показала, что инвазивная подвижность клеток MDCK в ацинусах требует Dia1, который регулирует адгезию клеток к отдельным коллагеновым фибриллам.
Между тем, другие группы продемонстрировали необходимость в белках адгезии клеток-ECM или их регуляторах в морфогенезе ветвления MDCK. Используя модифицированный протокол для культуры клеток MDCK и морфогенеза ветвления, Гирке и Виттман установили необходимость динамики микротрубочек в регуляции ранних этапов ветвления. Они наблюдали недостаточное адгезивное сцепление клеток с коллагеновым матриксом, когда микротрубочки были дерегулированы. Этот фенотип указывал на важность переноса соответствующих белков клеточной адгезии и протрузии на переднюю поверхность клетки по мере инициирования ветвящегося морфогенеза. В сочетании с наблюдениями группы Мостова эта работа подтвердила, что полярность клеток необходима для ацинарного гомеостаза MDCK, а также для миграционного поведения во время морфогенеза ветвления.

## Использованная литература
1. ↑  Assessment of aspects of the toxicity of Clostridium perfringens epsilon-toxin using the MDCK cell line. Hum Exp Toxicol. 15 (11): 904–908. November 1996. doi:10.1177/096032719601501107. PMID 8938486.
2. 1 2  Erin O'Brien, Lucy (2002). Building epithelial architecture: insights from three-dimensional culture models. Nature Reviews Molecular Cell Biology. 3 (7): 531–537. doi:10.1038/nrm859. PMID 12094219.
3. ↑  ATCC. ATCC. Дата обращения: 28 августа 2017. Архивировано 23 сентября 2017 года.
4. ↑  Green, I. J. (5 октября 1962). Serial Propagation of Influenza B (Lee) Virus in a Transmissible Line of Canine Kidney Cells. Science (англ.). 138 (3536): 42–43. Bibcode:1962Sci...138...42G. doi:10.1126/science.138.3536.42. ISSN 0036-8075. PMID 13901412. Архивировано 5 октября 2022. Дата обращения: 30 сентября 2023.
5. ↑  Gaush, Charles R. (1 июля 1966). Characterization of an Established Line of Canine Kidney Cells (MDCK). Proceedings of the Society for Experimental Biology and Medicine (англ.). 122 (3): 931–935. doi:10.3181/00379727-122-31293. ISSN 0037-9727. PMID 5918973. Архивировано 27 мая 2023. Дата обращения: 30 сентября 2023.
6. ↑  Moulton, J.E. (1961). Deoxyribonucleic acid and protein changes in dog kidney cells infected with infectious canine hepatitis virus. Virology. 15 (2): 91–101. doi:10.1016/0042-6822(61)90226-4. PMID 14476648.
7. ↑  Karl Matlin, PhD, personal communication
8. ↑  Leighton, J (1970). A cell line derived from normal dog kidney (MDCK) exhibiting qualities of papillary adenocarcinoma and of renal tubular epithelium. Cancer. 26 (5): 1022–8. doi:10.1002/1097-0142(197011)26:5<1022::aid-cncr2820260509>3.0.co;2-m. PMID 4248968.
9. ↑  Shamir, ER (2014). Three-dimensional organotypic culture: experimental models of mammalian biology and disease. Nat Rev Mol Cell Biol. 15 (10): 647–64. doi:10.1038/nrm3873. PMID 25237826.
10. ↑  Hall, HG (1982). Lumen formation by epithelial cell lines in response to collagen overlay: a morphogenetic model in culture. Proc Natl Acad Sci U S A. 79 (15): 4672–6. Bibcode:1982PNAS...79.4672H. doi:10.1073/pnas.79.15.4672. PMID 6956885.
11. ↑  McAteer, James A. (1987). Morphogenetic clonal growth of kidney epithelial cell line MDCK. The Anatomical Record. 217 (3): 229–239. doi:10.1002/ar.1092170303. PMID 3578840.
12. ↑  Stoker, M (1985). An epithelial scatter factor released by embryo fibroblasts. J Cell Sci. 77: 209–23. doi:10.1242/jcs.77.1.209. PMID 3841349.
13. ↑  Stoker, Michael (1987). Scatter factor is a fibroblast-derived modulator of epithelial cell mobility. Nature. 327 (6119): 239–242. Bibcode:1987Natur.327..239S. doi:10.1038/327239a0. PMID 2952888.
14. ↑  Behrens, J (1985). Dissociation of Madin-Darby canine kidney epithelial cells by the monoclonal antibody anti-arc-1: mechanistic aspects and identification of the antigen as a component related to uvomorulin. J Cell Biol. 101 (4): 1307–15. doi:10.1083/jcb.101.4.1307. PMID 2995405.
15. ↑  Imhof, Beat A. (1983). Cell-cell interaction and polarity of epithelial cells: specific perturbation using a monoclonal antibody. Cell. 35 (3): 667–675. doi:10.1016/0092-8674(83)90099-5. PMID 6652682.
16. ↑  Behrens, J (1989). Dissecting tumor cell invasion: epithelial cells acquire invasive properties after the loss of uvomorulin-mediated cell-cell adhesion. J Cell Biol. 108 (6): 2435–47. doi:10.1083/jcb.108.6.2435. PMID 2661563.
17. 1 2  Jean Paul Thiery, Hervé Acloque, Ruby Y. J. Huang, M. Angela Nieto. Epithelial-mesenchymal transitions in development and disease // Cell. — 2009-11-25. — Т. 139, вып. 5. — С. 871–890. — ISSN 1097-4172. — doi:10.1016/j.cell.2009.11.007. Архивировано 28 октября 2023 года.
18. ↑  Montesano, R. (1991). Induction of epithelial tubular morphogenesis in vitro by fibroblast-derived soluble factors. Cell. 66 (4): 697–711. doi:10.1016/0092-8674(91)90115-F. PMID 1878968.
19. ↑  Affolter, Markus (2009). Tissue remodelling through branching morphogenesis. Nature Reviews Molecular Cell Biology. 10 (12): 831–842. doi:10.1038/nrm2797. PMID 19888266.
20. ↑  Weidner, KM (1991). Evidence for the identity of human scatter factor and human hepatocyte growth factor. Proc Natl Acad Sci U S A. 88 (16): 7001–5. Bibcode:1991PNAS...88.7001W. doi:10.1073/pnas.88.16.7001. PMID 1831266.
21. ↑  Bryant, DM (2008). From cells to organs: building polarized tissue. Nat Rev Mol Cell Biol. 9 (11): 887–901. doi:10.1038/nrm2523. PMID 18946477.
22. ↑  Martin-Belmonte, Fernando (2007). PTEN-mediated apical segregation of phosphoinositides controls epithelial morphogenesis through Cdc42. Cell. 128 (2): 383–397. doi:10.1016/j.cell.2006.11.051. PMID 17254974.
23. ↑  Bryant, David M. (2014). A molecular switch for the orientation of epithelial cell polarization. Developmental Cell. 31 (2): 171–187. doi:10.1016/j.devcel.2014.08.027. PMID 25307480.
24. ↑  Yu, Wei (2003). Hepatocyte growth factor switches orientation of polarity and mode of movement during morphogenesis of multicellular epithelial structures. Molecular Biology of the Cell. 14 (2): 748–763. doi:10.1091/mbc.E02-06-0350. PMID 12589067.
25. ↑  Zegers, Mirjam M.P. (2003). Epithelial polarity and tubulogenesis in vitro. Trends in Cell Biology. 13 (4): 169–176. doi:10.1016/S0962-8924(03)00036-9. PMID 12667754.
26. ↑  Janda, Elzbieta (2002). Ras and TGFβ cooperatively regulate epithelial cell plasticity and metastasis. The Journal of Cell Biology. 156 (2): 299–314. doi:10.1083/jcb.200109037. PMID 11790801.
27. ↑  Kalluri, Raghu (2003). Epithelial-mesenchymal transition and its implications for fibrosis. Journal of Clinical Investigation. 112 (12): 1776–1784. doi:10.1172/JCI20530. PMID 14679171.
28. ↑  Erin O'Brien, Lucy (2004). ERK and MMPs sequentially regulate distinct stages of epithelial tubule development. Developmental Cell. 7 (1): 21–32. doi:10.1016/j.devcel.2004.06.001. PMID 15239951.
29. 1 2  Kim, M. (2015). p114RhoGEF governs cell motility and lumen formation during tubulogenesis through a ROCK–myosin-II pathway. Journal of Cell Science. 128 (23): 4317–4327. doi:10.1242/jcs.172361. PMID 26483385.
30. ↑  Vial, Emmanuel (2003). ERK-MAPK signaling coordinately regulates activity of Rac1 and RhoA for tumor cell motility. Cancer Cell. 4 (1): 67–79. doi:10.1016/S1535-6108(03)00162-4. PMID 12892714.
31. ↑  Tim Fessenden Thesis Defense 05-02-2017, 6 мая 2017, Архивировано 6 мая 2021, Дата обращения: 30 сентября 2023
32. ↑  Hunter, Michael P. (2010). Pak1 regulates branching morphogenesis in 3D MDCK cell culture by a PIX and β1-integrin-dependent mechanism. American Journal of Physiology. Cell Physiology. 299 (1): C21 – C32. doi:10.1152/ajpcell.00543.2009. PMID 20457839.
33. ↑  Jiang, Si-Tse (2001). Role of α 3 β 1 integrin in tubulogenesis of Madin-Darby canine kidney cells. Kidney International. 59 (5): 1770–1778. doi:10.1046/j.1523-1755.2001.0590051770.x. PMID 11318947.
34. ↑  Gierke, Sarah (2012). EB1-recruited microtubule+ TIP complexes coordinate protrusion dynamics during 3D epithelial remodeling. Current Biology. 22 (9): 753–762. doi:10.1016/j.cub.2012.02.069. PMID 22483942.